# فادي صوان
فادي صوان (مواليد 1960) هو قاضي تحقيق عسكري لبناني، عُرف بعد تكليفه بمهمة التحقيق في انفجار مرفأ بيروت عام 2020، وهو أحد أكبر الانفجارات غير النووية في التاريخ، ال2750 طنًا من نترات الأمونيوم التي قتلت أكثر من 200 شخص، أصابت أكثر من 6000 ودمّرت أجزاء واسعة من بيروت، عاصمة لبنان، في 4 أغسطس 2020.
في بلد يوجد فيه تدخّل سياسي في القضاء وفساد، عُرف بأمانته ونزاهته وعدم تلقيه تعليمات من السياسيين، لذلك شكّ الكثيرون في ما يمكنه إنجاز مهمته، ففي فبراير 2021، تمت إزالته من التحقيق، مما زاد من تأخير التحقيق. وهذا بدوره أطلق موجة جديدة من التظاهرات، في إطار الثورة اللبنانية 2019-2021، بمشاركة أهالي الضحايا، وقد تم استنكار هذه الخطوة على نطاق واسع، حيث اعتُقد أنه خُطِط لهذه العرقلة من قِبل السلطات اللبنانية، التي كانت تحت ضغوط كبيرة لتقديم إجابات عن الجريمة التي لم ترى النور حتى اليوم.

## خلفية
هو مسيحي ماروني، من مواليد 1960، خريج جامعة القديس يوسف وله أكثر من ثلاثين عامًا في القضاء.
أصبح المحامي العام ثم قاضي التحقيق في بعبدا، ومنذ عام 2009 كان قاضي التحقيق في المحكمة العسكرية، حيث اكتسب خبرة في الإرهاب، وأصدر مئات الأحكام ضد تنظيم الدولة الإسلامية (داعش)، جبهة النصرة وغيرها من الجماعات التكفيريّة والإرهابيّة في لبنان. ومن المعروف أيضًا أنه من القلائل الذين أصدروا لوائح اتهام ضد الإسلامي أحمد الأسير والمجموعات الأخرى التي قاتلت الجيش اللبناني.
عيّنه مجلس القضاء الأعلى محققًا شرعيًا في انفجار مرفأ بيروت في 4 آب / أغسطس 2020. لكن في شباط / فبراير 2020، أقالته المحكمة اللبنانية من منصبه، بعد طعون قانونية من قبل مسؤولين لبنانيين قد اتهمهم هو سابقًا بـ «الإهمال» الذي أدى إلى الانفجار. هذه الخطوة، التي يُعتقد أنها مخططة عن قصد، ستؤخر التحقيق الذي سبق أن واجه معارضة سياسية عنيفة. كما واجه انتقادات من حزب الله الشيعي و‌رئيس الوزراء السني السابق سعد الحريري. تمت إزالته من القضية في 18 فبراير 2021، بعد طلب من الوزيرين السابقين غازي زعيتر و‌علي حسن خليل، وكلاهما نيابتاً عن حركة أمل برئاسة نبيه بري، حليف حزب الله، وهما سبق أن وجهت إليهم الاتهامات في القضية، وهي خطوة أدانتها منظمة هيومن رايتس ووتش.